# Kim Chan
Kim Chan (Provincia de Cantón, China; 28 de diciembre de 1917 - Brooklyn, Nueva York; 5 de octubre de 2008) fue un actor estadounidense.

## Carrera
Chan dejó su China natal con su familia y se instaló con ella en Nueva York en 1928. Allí, como niño, empezó a interesarse como actor mientras que trabajaba en el restaurante de su familia, que estaba en el distrito teatral de Manhattan en Nueva York.
Finalmente hizo su debut en 1957. Desde entonces trabajó como actor en películas, series y en el teatro. Aun así no consiguió fama hasta 1982, cuando hizo el papel de mayordomo de Jerry Lewis en la comedia King of Comedy de Martin Scorsese en 1982. Siguieron apariciones en varias películas exitosas de Hollywood de la década de 1980 al igual que participó en otras películas a principios de 1990 como en American Shaolin (1991). 
Finalmente Chan ganó su mayor fama al interpretar al sabio maestro de kung fu en la serie de televisión Kung Fu: The Legend Continues (1993–1997). También hizo otros papeles secundarios como en El quinto elemento (1997), Lethal Weapon 4 (1998) y Shanghai Knights (2003).

## Filmografía (selección)

### Cine
| Año  | Película           | Personaje          |
| ---- | ------------------ | ------------------ |
| 1991 | American Shaolin   | Maestro Kwan       |
| 1997 | El quinto elemento | Thai               |
| 1998 | Lethal Weapon 4    | Tío Benny          |
| 1999 | The Corruptor      | Benny Wong         |
| 2003 | Shanghai Knights   | Padre de Chon Wang |
| 2006 | 16 Blocks          | Sam                |

### Televisión
| Año       | Título                        | Personaje | Notas        |
| --------- | ----------------------------- | --------- | ------------ |
| 1993–1997 | Kung Fu: The Legend Continues | Li Si     | 54 episodios |